# Бу Бін
Бу Бін (кит. трад.: 外丙; піньїнь: Bu Bing) або Ву Бін — правитель Китаю з династії Шан.
Правив близько двох років до своєї смерті. Престол успадкував його племінник Тай Ґен.